# Catherine McCormack

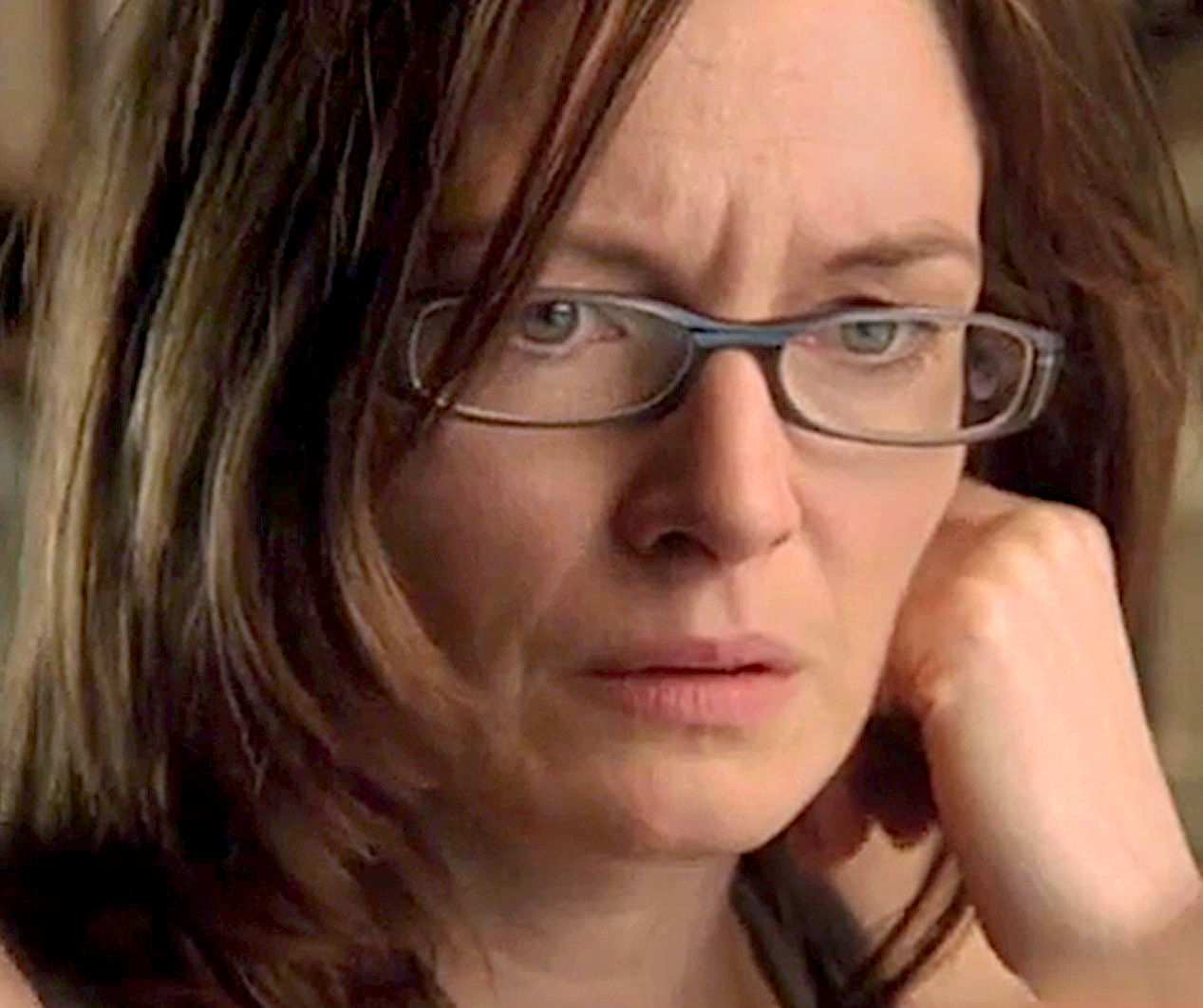
Catherine McCormack, 2008

Catherine Jane McCormack (* 3. April 1972 in Epsom, Surrey) ist eine britische Schauspielerin und Filmproduzentin.

## Leben und Karriere
Catherine McCormack absolvierte eine Schauspielausbildung an der Oxford School of Drama und spielte zunächst in verschiedenen Theaterinszenierungen mit, bevor sie 1994 ihre erste Filmrolle in dem Psychodrama Bloody Weekend bekam. Im Oscar-prämierten Historien-Kriegsfilm Braveheart spielte sie die Ehefrau der Hauptfigur William Wallace, die wiederum von Mel Gibson verkörpert wurde. Obwohl sie damit in Hollywood bekannt wurde, arbeitete sie zunächst weiterhin als Kellnerin in London, bevor sie schließlich weitere Rollen annahm. So spielte sie unter anderem in Gefährliche Schönheit – Die Kurtisane von Venedig mit Jacqueline Bisset und Oliver Platt sowie in Tanz in die Freiheit mit Meryl Streep. 2000 war sie viermal im Kino zu sehen, darunter in Shadow of the Vampire, einem Drama mit John Malkovich und Willem Dafoe und dem Thriller Das Gewicht des Wassers an der Seite von Sean Penn. 2001 spielte sie in Der Schneider von Panama mit Pierce Brosnan und Jamie Lee Curtis sowie in Spy Game – Der finale Countdown mit Robert Redford und Brad Pitt. Nach 2001 war sie in einigen Fernseh- und Kinofilmen zu sehen. Darüber hinaus wirkte sie ebenfalls in einigen Theaterstücken mit.

## Filmografie (Auswahl)
- 1994: Bloody Weekend (Loaded)
- 1995: Braveheart
- 1996: Tashunga – Gnadenlose Verfolgung (Tashunga)
- 1997: Deacon Brodie (Fernsehfilm)
- 1998: Brombeerzeit (The Land Girls)
- 1998: Gefährliche Schönheit – Die Kurtisane von Venedig (Dangerous Beauty)
- 1998: Tanz in die Freiheit (Dancing at Lughnasa)
- 1999: Lover oder Loser (This Year’s Love)
- 2000: Shadow of the Vampire
- 2000: Die Wahrheit über Engel (A Rumor of Angels)
- 2000: Das Gewicht des Wassers (The Weight of Water)
- 2000: Born Romantic
- 2001: Der Schneider von Panama (The Tailor of Panama)
- 2001: Spy Game – Der finale Countdown (Spy Game)
- 2004: Maria Stuart – Blut, Terror und Verrat (Gunpowder, Treason & Plot)
- 2005: A Sound of Thunder
- 2006: Elizabeth David: A Life in Recipes (Fernsehfilm)
- 2006: Renaissance (Stimme)
- 2007: The Moon and the Stars
- 2007: 28 Weeks Later
- 2011: Lights Out (Fernsehserie, 13 Folgen)
- 2013: The Fold
- 2013: Lucan (Miniserie, 2 Folgen)
- 2014: Magic in the Moonlight
- 2016: Sherlock – Die Braut des Grauens (The Abominable Bride, Fernsehfilm)
- 2016: The Journey
- 2017: Frühes Versprechen (La promesse de l’aube)
- 2018: Genius (Fernsehserie, 4 Folgen)
- 2018: Women on the Verge (Fernsehserie, 4 Folgen)
- 2019: The Song of Names
- 2019: Cordelia
- 2019–2021: Temple (Fernsehserie, 13 Folgen)
- 2022: Slow Horses – Ein Fall für Jackson Lamb (Slow Horses, Fernsehserie, 4 Folgen)
- 2023: The Witcher (Fernsehserie, Folge 3x03 Reunion)
- 2025: Lockerbie: A Search for Truth (Miniserie, 5 Folgen)
- 2025: My Oxford Year